# Равське
Ра́вське — село в Україні, у Львівському районі Львівської області. Населення - 571 особа. Орган місцевого самоврядування — Рава-Руська міська рада. Колишня назва села та парафії — Голе Равське.

## Історія
Село Равське (колишня назва — Голе Равське) вперше згадується в 1646 році в акті розмежування земель Кам'янки-Волоської. Щоб відрізнити від присілка Голе Кам'янецьке (тепер Малий) села Кам'янки-Волоської назване Голим Равським.
Село належало до Равського повіту. На 01.01.1939 в селі проживало 1510 мешканців, з них 1460 українців-грекокатоликів, 20 українців-римокатоликів, 20 польських колоністів міжвоєнного періоду, 10 євреїв.

## Церква
Докладніше: Церква Благовіщення Пресвятої Богородиці (Равське)

## Відомі люди

### Народились
- Пелип Дмитро Петрович (1900—1944) — військовий діяч УПА, командир куреня «Галайда».
- Пилипишин Віктор Петрович (1961) — український політик, лідер громадського руху «Кияни передусім!». Народний депутат України VII скликання.
- Мартинюк-Лотоцький Тарас (03.03.1986 - 19.04.2022) - солдат 24 ОМБр, загинув поблизу м. Попасна, Сєвєродонецького району, Луганської області. Поховали захисника 24.04.2022 на кладовищі в с. Равське.